# Bouvines
Bouvines (Nederlands: Bovingen) is een gemeente in het Franse Noorderdepartement (Frans: département du Nord) (regio Hauts-de-France). De gemeente telde op 1 januari 2022 766 inwoners en maakt deel uit van het arrondissement Rijsel. Ten westen van Bouvines stroomt de Marque.

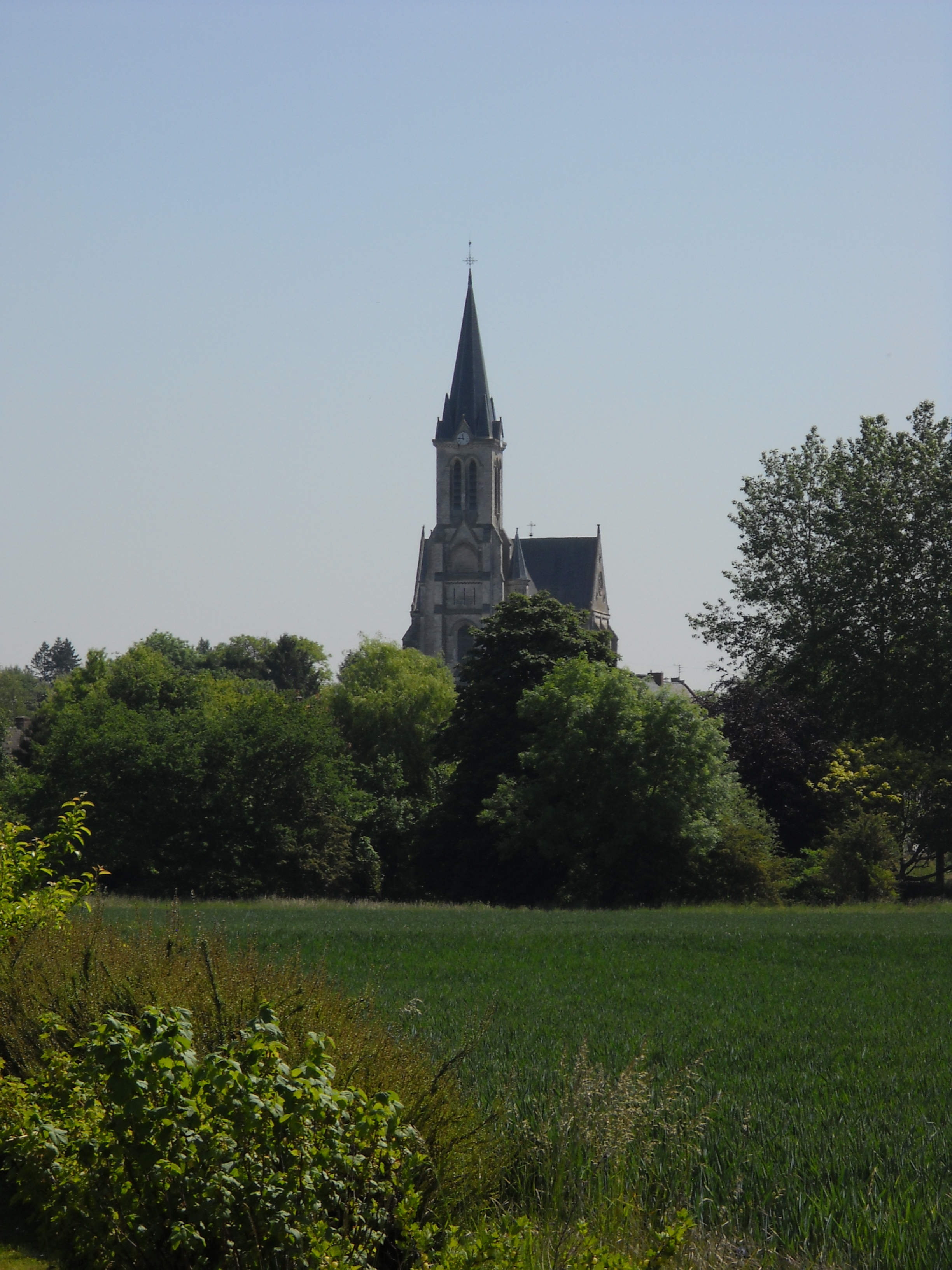
Bouvines en de Église Saint-Pierre

## Geschiedenis

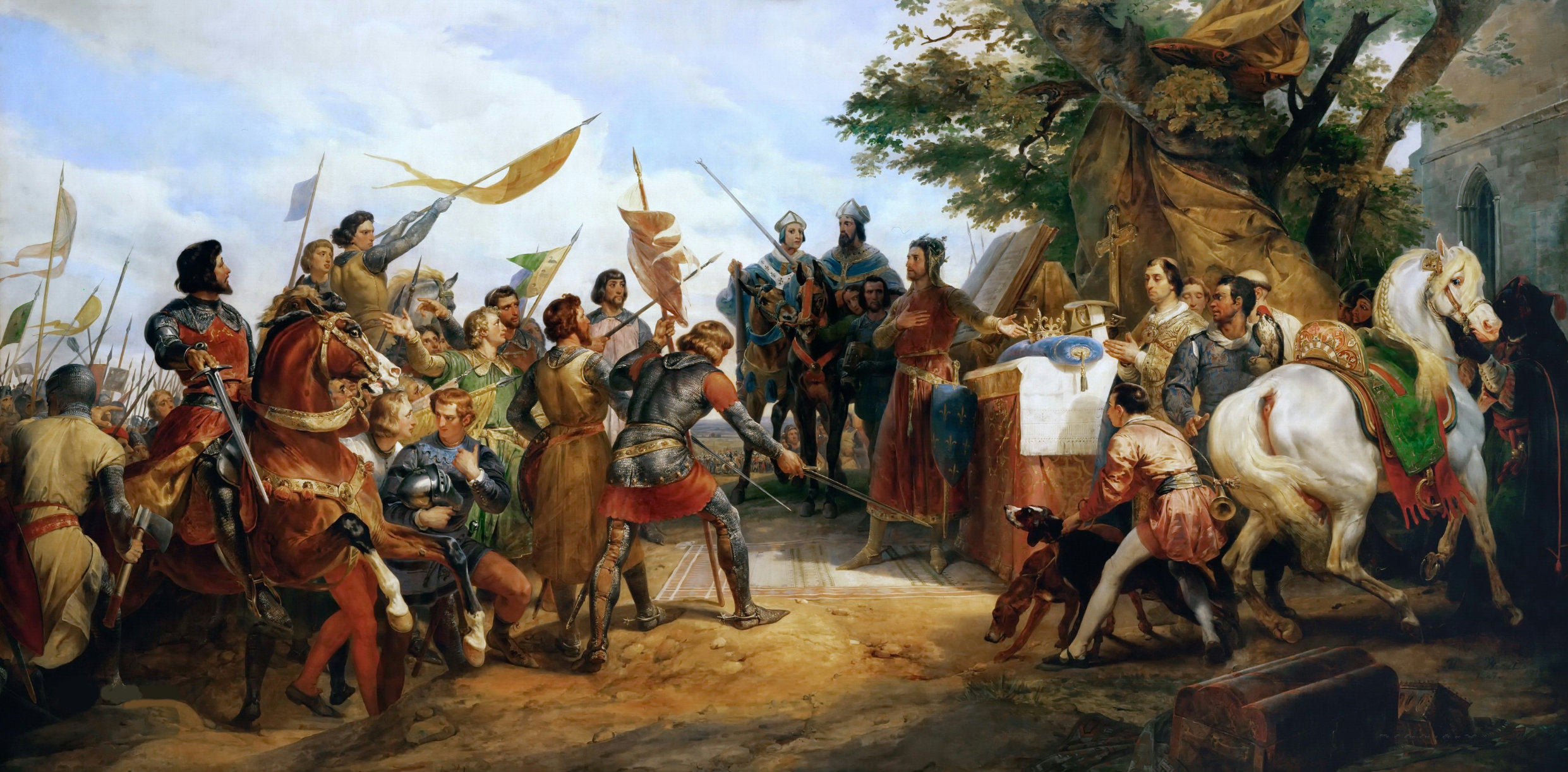
De slag bij Bouvines

Nabij Bouvines werd in 1214 de Slag bij Bouvines gestreden tussen de Franse koning Filips August en een coalitie met onder meer de Duitse keizer Otto IV en Ferrand van Portugal, echtgenoot van Johanna van Constantinopel, gravin van Vlaanderen. De slag eindigde op een Franse overwinning.

## Geografie
De oppervlakte van Bouvines De oppervlakte van Bourghelles bedroeg op 1 januari 2022 2,71 vierkante kilometer; de bevolkingsdichtheid was toen 282,7 inwoners per km².

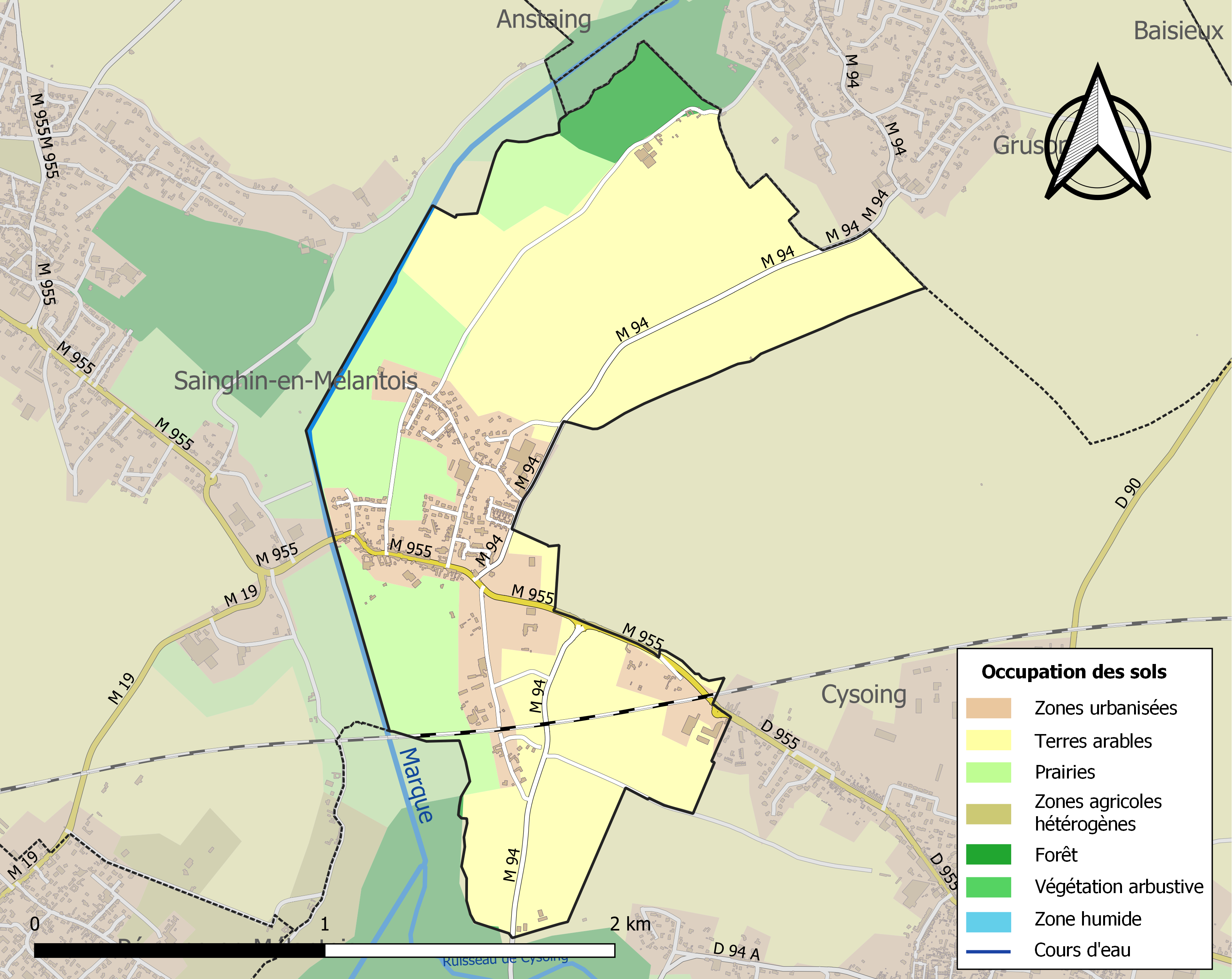
Kaart van de gemeente met belangrijkste infrastructuur, bodemgebruik en omliggende gemeenten

## Bezienswaardigheden

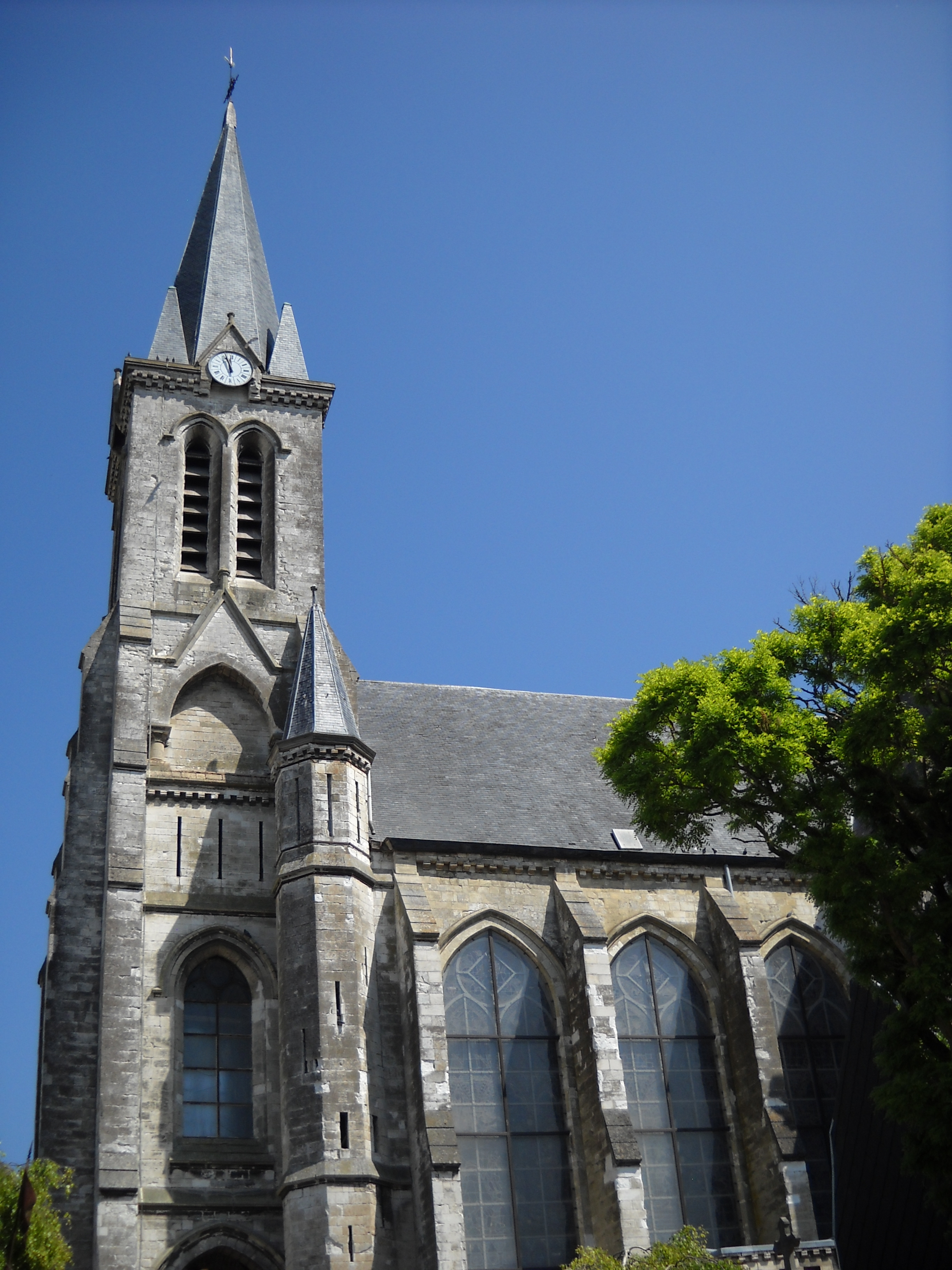
Église Saint-Pierre

- De Église Saint-Pierre, in 2010 geklasseerd als monument historique. De 21 glasramen, uit eind 19e/begin 20e eeuw, vertellen de gebeurtenissen rond en tijdens de veldslag van 1214.

## Natuur en landschap
Ten westen van Bouvines loopt de Marque in noordelijke richting. Ten noordwestewn ligt, langs de Marque, het Bois de la Couture. De hoogte van Bouvines bedraagt 29-42 meter.

## Demografie
Onderstaande figuur toont het verloop van het inwonertal (bron: INSEE-tellingen).

## Natuur en landschap
Ten westen van Bouvines stroomt de Marque. De plaats ligt op een hoogte van 28-46 meter. Ten zuiden van Bouvines loopt de TGV-lijn van Brussel naar Parijs.

## Verkeer en vervoer
Een kilometer ten zuidoosten van Bouvines bevindt zich het Station Bouvines. Het station bevindt zich net buiten het grondgebied van Bouvines, op het grondgebied van buurgemeente Cysoing.

## Nabijgelegen kernen
Gruson, Cysoing, Sainghin-en-Mélantois, Péronne-en-Mélantois